# Mario Šitum
Mario Šitum (Zagabria, 4 aprile 1992) è un calciatore croato, centrocampista o attaccante della Lokomotiva Zagabria.

## Carriera

### Club

#### Dinamo e Lokomotiv Zagabria
Esordisce nel 2011 con la Dinamo Zagabria. Passato in prestito alla Lokomotiv Zagabria, vi milita nelle stagioni 2012-2013 e 2013-2014.

#### Spezia
Il 17 luglio 2014 lo Spezia comunica di aver acquistato in prestito il giovane attaccante croato.. Alla settima giornata di andata di serie B, Situm, all'esordio ufficiale, realizza il momentaneo 1 a 0 (poi finita 2 a 0) contro il Perugia fino a quel momento imbattuta e capolista in cadetteria. Alla 31ª giornata, nel derby tosco-ligure Spezia-Livorno, fa la differenza nel corso del secondo tempo, propiziando le prime 2 reti dei bianchi, con un tiro da fuori area e con un assist per Catellani. Segna il 3 gol con un tiro da fuori area. Viene nominato "uomo partita Sky" dai commentatori e l'indomani la Gazzetta dello Sport ed altri quotidiani sportivi elogiano il rendimento del croato. Il giornalista Nicola Binda de La Gazzetta sottotitola "ottimo giocatore".
In tutto mette insieme 27 presenze e 5 gol.

Il 4 agosto 2015 lo Spezia comunica di aver rinnovato il suo prestito.

#### Dinamo Zagabria, Lech Poznan e Kayserispor
Per la stagione 2016-2017 ritorna in patria, alla Dinamo Zagabria, con cui disputa anche 5 partite di UEFA Champions League. Nella stagione successiva si trasferisce al Lech Poznan, squadra con cui totalizza 24 presenze e 2 reti nel massimo campionato polacco. Ritorna poi nuovamente alla Dinamo Zagabria, dove completa la stagione 2018-2019. Nel gennaio 2020 si trasferisce in Turchia, al Kayserispor, con cui gioca la seconda metà del campionato turco nella stagione 2019-2020.

#### Reggina e Cosenza
Il 3 ottobre 2020 si trasferisce a titolo definitivo alla Reggina, squadra neopromossa in Serie B, firmando un contratto triennale. Il 22 novembre segna il suo primo gol con gli amaranto, siglando il momentaneo vantaggio nella sfida col Pisa, poi persa per 2-1. Si ripete nella vittoria esterna contro il Venezia, battuta dalla Reggina con il risultato di 0-2.
Il 31 agosto 2021 passa in prestito al Cosenza. Segna il primo gol con la maglia rossoblù il 18 settembre 2021 nella trasferta di Perugia (1-1).

#### Catanzaro
Il 1ºsettembre 2022 firma un contratto biennale col Catanzaro, in serie C. Il 14 settembre 2022 segna la sua prima rete, in occasione del successo per 5-0 contro il Latina. Alla fine contribuisce con due reti alla primozione in serie B dei calabresi. Confermato nella rosa della serie cadetta, durante il campionato fornisce tre assist e chiude la stagione al quinto posto, qualificandosi per i playoff, che il croato non disputa. Nel febbraio 2024 decide di rinnovare per un'ulteriore stagione il contratto in scadenza. Il 6 ottobre ritrova il gol nella partita casalinga contro il Modena, pareggiata per 2-2.
Il 2 luglio 2025 fa ritorno al Lokomotiva Zagabria dopo 11 anni.

### Nazionale
Nel 2010 è stato convocato per la prima volta nella nazionale croata Under-18, con cui ha collezionato 3 presenze, e nel 2011 è stato convocato nella nazionale croata Under-19, con cui ha esordito nello stesso anno. Il 5 settembre 2011 ha debuttato invece con la maglia della nazionale croata Under-21. Ha debuttato con la nazionale maggiore l'11 gennaio 2017, nell'amichevole con il Cile terminata con il punteggio di 1-1. Conta 2 presenze in totale nella nazionale maggiore croata.

## Statistiche

### Presenze e reti nei club
Statistiche aggiornate al 25 maggio 2025.
| Stagione                   | Squadra                    | Campionato                 | Campionato | Campionato | Coppe nazionali | Coppe nazionali | Coppe nazionali | Coppe continentali | Coppe continentali | Coppe continentali | Altre coppe | Altre coppe | Altre coppe | Totale | Totale | Totale |
| Stagione                   | Squadra                    | Comp                       | Pres       | Reti       | Comp            | Pres            | Reti            | Comp               | Pres               | Reti               | Comp        | Pres        | Reti        | Pres   | Reti   |        |
| -------------------------- | -------------------------- | -------------------------- | ---------- | ---------- | --------------- | --------------- | --------------- | ------------------ | ------------------ | ------------------ | ----------- | ----------- | ----------- | ------ | ------ | ------ |
| 2010-2011                  | Dinamo Zagabria            | 1. HNL                     | 5          | 1          | CC              | 1               | 0               | UCL                | 0                  | 0                  | SC          | 0           | 0           | 6      | 1      |        |
| 2011-gen. 2012             | Dinamo Zagabria            | 1. HNL                     | 11         | 4          | CC              | 2               | 1               | UCL                | 5                  | 0                  | -           | -           | -           | 18     | 5      |        |
| gen.-giu. 2012             | Lokomotiva Zagabria        | 1.HNL                      | 13         | 1          | CC              | -               | -               | -                  | -                  | -                  | -           | -           | -           | 13     | 1      |        |
| 2012-2013                  | Lokomotiva Zagabria        | 1.HNL                      | 26         | 2          | CC              | 9               | 7               | -                  | -                  | -                  | -           | -           | -           | 35     | 9      |        |
| 2013-2014                  | Lokomotiva Zagabria        | 1.HNL                      | 33         | 5          | CC              | 0               | 0               | UEL                | 2                  | 2                  | -           | -           | -           | 35     | 7      |        |
| Totale Lokomotiva Zagabria | Totale Lokomotiva Zagabria | Totale Lokomotiva Zagabria | 72         | 8          |                 | 9               | 7               |                    | 2                  | 2                  |             | -           | -           | 83     | 17     |        |
| 2014-2015                  | Spezia                     | B                          | 26+1       | 5          | CI              | 0               | 0               | -                  | -                  | -                  | -           | -           | -           | 27     | 5      |        |
| 2015-2016                  | Spezia                     | B                          | 35         | 3          | CI              | 5               | 0               | -                  | -                  | -                  | -           | -           | -           | 40     | 3      |        |
| Totale Spezia              | Totale Spezia              | Totale Spezia              | 62         | 8          |                 | 5               | 0               |                    | 0                  | 0                  |             | 0           | 0           | 67     | 8      |        |
| 2016-2017                  | Dinamo Zagabria            | 1. HNL                     | 19         | 1          | CC              | 4               | 1               | UCL                | 5                  | 0                  | SC          | 0           | 0           | 0      | 0      |        |
| 2017-2018                  | Lech Poznań                | EKS                        | 24         | 2          | CP              | 0               | 0               | UEL                | 5                  | 2                  | SP          | 0           | 0           | 0      | 0      |        |
| 2018-2019                  | Dinamo Zagabria            | 1. HNL                     | 19         | 2          | CC              | 0               | 0               | UCL+UEL            | 1+4                | 0                  | SC          | 0           | 0           | 0      | 0      |        |
| 2019-gen.2020              | Dinamo Zagabria            | 1. HNL                     | 13         | 0          | CC              | 1               | 1               | UCL                | 3                  | 0                  | SC          | 0           | 0           | 0      | 0      |        |
| Totale Dinamo Zagabria     | Totale Dinamo Zagabria     | Totale Dinamo Zagabria     | 67         | 8          |                 | 8               | 3               |                    | 18                 | 0                  |             | 0           | 0           | 93     | 11     |        |
| gen.2020                   | Kayserispor Kulübü         | SL                         | 17         | 0          | TK              | 0               | 0               | -                  | -                  | -                  | ST          | 0           | 0           | 0      | 0      |        |
| 2020-2021                  | Reggina                    | B                          | 20         | 2          | CI              | 1               | 0               | -                  | -                  | -                  | -           | -           | -           | 21     | 2      |        |
| ago. 2021                  | Reggina                    | B                          | 1          | 0          | CI              | 0               | 0               | -                  | -                  | -                  | -           | -           | -           | 1      | 0      |        |
| Totale Reggina             | Totale Reggina             | Totale Reggina             | 21         | 2          |                 | 1               | 0               |                    | -                  | -                  |             | 0           | 0           | 22     | 2      |        |
| set. 2021-2022             | Cosenza                    | B                          | 30+1       | 2          | CI              | -               | -               | -                  | -                  | -                  | -           | -           | -           | 31     | 2      |        |
| 2022-2023                  | Catanzaro                  | C                          | 25         | 2          | CI              | 0               | 0               | -                  | -                  | -                  | SC-C        | 1           | 0           | 26     | 2      |        |
| 2023-2024                  | Catanzaro                  | B                          | 27         | 0          | CI              | 2               | 0               | -                  | -                  | -                  | -           | -           | -           | 29     | 0      |        |
| 2024-2025                  | Catanzaro                  | B                          | 24+1       | 1          | CI              | 1               | 0               | -                  | -                  | -                  | -           | -           | -           | 26     | 1      |        |
| Totale Catanzaro           | Totale Catanzaro           | Totale Catanzaro           | 76+1       | 3          |                 | 3               | 0               |                    | -                  | -                  |             | 1           | 0           | 81     | 3      |        |
| 2025-2026                  | Lokomotiva Zagabria        | 1.HNL                      | -          | -          | CC              | -               | -               | -                  | -                  | -                  | -           | -           | -           | -      | -      |        |
| Totale carriera            | Totale carriera            | Totale carriera            | 368+3      | 33         |                 | 26              | 10              |                    | 25                 | 4                  |             | 1           | 0           | 423    | 47     |        |

### Cronologia presenze e reti in nazionale
| Cronologia completa delle presenze e delle reti in nazionale ― Croazia | Cronologia completa delle presenze e delle reti in nazionale ― Croazia | Cronologia completa delle presenze e delle reti in nazionale ― Croazia | Cronologia completa delle presenze e delle reti in nazionale ― Croazia | Cronologia completa delle presenze e delle reti in nazionale ― Croazia | Cronologia completa delle presenze e delle reti in nazionale ― Croazia | Cronologia completa delle presenze e delle reti in nazionale ― Croazia | Cronologia completa delle presenze e delle reti in nazionale ― Croazia |
| Data                                                                   | Città                                                                  | In casa                                                                | Risultato                                                              | Ospiti                                                                 | Competizione                                                           | Reti                                                                   | Note                                                                   |
| ---------------------------------------------------------------------- | ---------------------------------------------------------------------- | ---------------------------------------------------------------------- | ---------------------------------------------------------------------- | ---------------------------------------------------------------------- | ---------------------------------------------------------------------- | ---------------------------------------------------------------------- | ---------------------------------------------------------------------- |
| 11-1-2017                                                              | Nanning                                                                | Cile                                                                   | 1 – 1 dts (4 – 1 dtr)                                                  | Croazia                                                                | Amichevole                                                             | -                                                                      | 64’                                                                    |
| 15-1-2017                                                              | Nanning                                                                | Cina                                                                   | 1 – 1 dts (4 – 3 dtr)                                                  | Croazia                                                                | Amichevole                                                             | -                                                                      | 67’                                                                    |
| Totale                                                                 |                                                                        | Presenze                                                               | 2                                                                      |                                                                        | Reti                                                                   | 0                                                                      |                                                                        |

| Cronologia completa delle presenze e delle reti in nazionale ― Croazia under 21 | Cronologia completa delle presenze e delle reti in nazionale ― Croazia under 21 | Cronologia completa delle presenze e delle reti in nazionale ― Croazia under 21 | Cronologia completa delle presenze e delle reti in nazionale ― Croazia under 21 | Cronologia completa delle presenze e delle reti in nazionale ― Croazia under 21 | Cronologia completa delle presenze e delle reti in nazionale ― Croazia under 21 | Cronologia completa delle presenze e delle reti in nazionale ― Croazia under 21 | Cronologia completa delle presenze e delle reti in nazionale ― Croazia under 21 |
| Data                                                                            | Città                                                                           | In casa                                                                         | Risultato                                                                       | Ospiti                                                                          | Competizione                                                                    | Reti                                                                            | Note                                                                            |
| ------------------------------------------------------------------------------- | ------------------------------------------------------------------------------- | ------------------------------------------------------------------------------- | ------------------------------------------------------------------------------- | ------------------------------------------------------------------------------- | ------------------------------------------------------------------------------- | ------------------------------------------------------------------------------- | ------------------------------------------------------------------------------- |
| 5-9-2011                                                                        | Sion                                                                            | Svizzera under 21                                                               | 4 – 0                                                                           | Croazia under 21                                                                | Qual. Europeo Under-21 2013                                                     | 0                                                                               | 65’                                                                             |
| 6-10-2011                                                                       | Osijek                                                                          | Croazia under 21                                                                | 0 – 2                                                                           | Spagna under 21                                                                 | Qual. Europeo Under-21 2013                                                     | 0                                                                               |                                                                                 |
| 10-10-2011                                                                      | Tartu                                                                           | Estonia under 21                                                                | 0 – 1                                                                           | Croazia under 21                                                                | Qual. Europeo Under-21 2013                                                     | 0                                                                               | 72’                                                                             |
| 14-11-2012                                                                      | Pola                                                                            | Croazia under 21                                                                | 4 – 0                                                                           | Estonia under 21                                                                | Qual. Europeo Under-21 2013                                                     | 0                                                                               | 73’                                                                             |
| 2-6-2012                                                                        | Koprivnica                                                                      | Croazia under 21                                                                | 1 – 2                                                                           | Svizzera under 21                                                               | Qual. Europeo Under-21 2013                                                     | 0                                                                               | 61’                                                                             |
| 10-9-2012                                                                       | Alicante                                                                        | Spagna under 21                                                                 | 6 – 0                                                                           | Croazia under 21                                                                | Qual. Europeo Under-21 2013                                                     | 0                                                                               | 42’                                                                             |
| 4-3-2013                                                                        | Varaždin                                                                        | Croazia under 21                                                                | 3 – 0                                                                           | Svezia under 21                                                                 | Amichevole                                                                      | 1                                                                               | 63’                                                                             |
| 13-8-2013                                                                       | Vaduz                                                                           | Liechtenstein under 21                                                          | 0 – 5                                                                           | Croazia under 21                                                                | Qual. Europeo Under-21 2015                                                     | 0                                                                               | 46’                                                                             |
| 9-9-2013                                                                        | Leopoli                                                                         | Ucraina under 21                                                                | 0 – 2                                                                           | Croazia under 21                                                                | Qual. Europeo Under-21 2015                                                     | 0                                                                               | 66’                                                                             |
| 10-10-2013                                                                      | Zagabria                                                                        | Croazia under 21                                                                | 4 – 0                                                                           | Liechtenstein under 21                                                          | Qual. Europeo Under-21 2015                                                     | 2                                                                               | 46’                                                                             |
| 14-10-2013                                                                      | Lugano                                                                          | Svizzera under 21                                                               | 0 – 2                                                                           | Croazia under 21                                                                | Qual. Europeo Under-21 2015                                                     | 0                                                                               |                                                                                 |
| 14-11-2013                                                                      | Pola                                                                            | Croazia under 21                                                                | 0 – 2                                                                           | Svizzera under 21                                                               | Qual. Europeo Under-21 2015                                                     | 0                                                                               | 85’                                                                             |
| 19-11-2013                                                                      | Pola                                                                            | Croazia under 21                                                                | 3 – 1                                                                           | Lettonia under 21                                                               | Qual. Europeo Under-21 2015                                                     | 0                                                                               |                                                                                 |
| 5-3-2014                                                                        | Capodistria                                                                     | Slovenia under 21                                                               | 2 – 1                                                                           | Croazia under 21                                                                | Amichevole                                                                      | 0                                                                               | 85’                                                                             |
| Totale                                                                          |                                                                                 | Presenze                                                                        | 14                                                                              |                                                                                 | Reti                                                                            | 3                                                                               |                                                                                 |

## Palmarès

### Club

#### Competizioni nazionali
- Campionato croato: 3

Dinamo Zagabria: 2010-2011, 2011-2012, 2018-2019
- Coppa di Croazia: 2

Dinamo Zagabria: 2010-2011, 2011-2012
- Supercoppa di Croazia: 2

Dinamo Zagabria: 2011, 2019
- Serie C: 1

Catanzaro: 2022-2023 (girone C)
- Supercoppa Serie C: 1

Catanzaro: 2023

### Individuale
- Capocannoniere della Coppa di Croazia: 1

2012-2013 (7 reti)